# جيف باتلر (رسام توضيحي)
جيف باتلر (بالإنجليزية: Jeff Butler)‏ هو رسام توضيحي أمريكي، ولد في 26 فبراير 1958 في ماديسون في الولايات المتحدة.